# Зассен-Трантов
Зассен-Трантов (нем. Sassen-Trantow) — община в Германии, в земле Мекленбург-Передняя Померания.
Входит в состав района Деммин. Подчиняется управлению Пенеталь/Лойц.  Население составляет 921 человек (на 31 декабря 2010 года). Занимает площадь 45,22 км².
Коммуна подразделяется на 10 сельских округов.